# Okręg wyborczy South Shields
Okręg wyborczy South Shields powstał w 1832 r. i wysyła do brytyjskiej Izby Gmin jednego deputowanego. Jest jednym z najstarszych istniejących okręgów wyborczych w Wielkiej Brytanii.

## Deputowani do brytyjskiej Izby Gmin z okręgu South Shields
- 1832–1841: Robert Ingham, wigowie
- 1841–1852: John Twizell Wawn, wigowie
- 1852–1868: Robert Ingham, Partia Liberalna
- 1868–1895: James Cochran Stevenson, Partia Liberalna
- 1895–1910: William Robson, Partia Liberalna
- 1910–1916: Russell Rea, Partia Liberalna
- 1916–1918: Cecil Cochrane, Partia Liberalna
- 1918–1922: Joseph Havelock Wilson, Partia Liberalna
- 1922–1929: Edward Harney, Partia Liberalna
- 1929–1931: James Chuter Ede, Partia Pracy
- 1931–1935: Harcourt Johnstone(inne języki), Partia Liberalna
- 1935–1964: James Chuter Ede, Partia Pracy
- 1964–1979: Arthur Blenkinsop(inne języki), Partia Pracy
- 1979–2001: David Clark, Partia Pracy
- 2001–2013: David Miliband, Partia Pracy
- od 2013: Emma Lewell-Buck(inne języki), Partia Pracy

## Źródła
- South Shields (1979–1983)
- South Shields (1983–1997)
- South Shields (1997–2010)
- South Shields (2010–2024)
- South Shields (2024–)